# Tephritopyrgota echinogaster
Tephritopyrgota echinogaster är en tvåvingeart som beskrevs av Willi Hennig 1960. Tephritopyrgota echinogaster ingår i släktet Tephritopyrgota och familjen Pyrgotidae.
Artens utbredningsområde är Madagaskar. Inga underarter finns listade i Catalogue of Life.